# Whiskas
Whiskas ist eine eingetragene Marke für Katzenfutter der US-amerikanischen Mars Incorporated und ist in 25 Ländern vertreten. Der Name lehnt sich an das englische Wort whiskers („Schnurrhaare“) an.

## Produktion
Whiskas wird im niedersächsischen Verden, im burgenländischen Breitenbrunn am Neusiedler See sowie in Melton Mowbray in Großbritannien hergestellt. Im Nachbarort Waltham-on-the-Wolds befindet sich das firmeneigene Forschungszentrum.

## Produkte
Die Produktpalette umfasst Nassfutter, Trockenfutter, lactosereduzierte Katzenmilch und Snacks. Das Futter wird für drei verschiedene Altersstufen angeboten, für Kätzchen (Junior), erwachsene Katzen (Adult) und alte Katzen (Senior).
Einige Produkte werden zusätzlich mit gesundheitsfördernden Eigenschaften beworben, so bietet Whiskas Snacks an, die das Zahnfleisch pflegen sowie mit Vitaminen angereichert sind. Die Verpackung ist traditionell in lila gehalten.

## Werbung

Älteres Whiskas-Logo

Whiskas ist durch den Werbeslogan „Katzen würden Whiskas kaufen“ und damit verbundener intensiver Fernsehwerbung bekannt geworden. Die „Whiskas-Katze“ in der Werbung mit Stand 2011 ist eine Britisch Kurzhaar in der Farbe Silber-Tabby.

## Rezeption
Die Stiftung Warentest testete im Jahre 2008 (Testurteil: befriedigend) und im Jahre 2014 (Testurteil: ausreichend) unter anderem Katzenfutter der Marke Whiskas.